# Hermandad del Silencio (Orihuela)
La Hermandad del Silencio es una agrupación pasional fundada en el año 1940. Desfila el Jueves Santo en la Semana Santa de Orihuela.

## Historia
En el año 1.939 a propuesta de monseñor Irastorza y Loinaz, obispo diocesano de Orihuela, y estimulados por el rvdo. D. Antonio Roda López, un grupo de oriolanos se reúne para fundar y poner en marcha una nueva hermandad (que desfilará bajo la denominación del “Silencio”) a la que quieren dotar de un ambiente de austeridad, recogimiento y meditación.
La Hermandad situó su sede en la Real, Insigne y Majestuosa iglesia parroquial de Santiago el Mayor, donde se venera la imagen del Santísimo Cristo del Consuelo, titular de la Hermandad.
Para su desfile en procesión la escultura se instala en un trono sobre ruedas, realizado en madera de ciprés, diseñado por Fernando Fenoll Giménez, y tallado por Juan Balaguer Alcaraz, ambos oriolanos.
Jueves Santo 21 de marzo de 1940, desfila por vez primera la Hermandad del Silencio, impactando profundamente a las gentes oriolanas.
De aquel animoso núcleo fundacional, y de otros muchos veteranos que paulatinamente fueron incorporándose a sus silenciosas filas, apenas nos queda el testimonio vivo de unos pocos, y el recuerdo entrañable de todos los que fueron quedando en el camino.
Pero no es menos cierto, que en el propio curso del tiempo, y estimulados por el ejemplo de aquellos, nuevos hermanos se han ido incorporando a esta añeja Hermandad penitencial, en busca de esa verdad que no encuentran en el mundo insolidario y materialista en el que se mueven.
Más de novecientos hermanos componen la Hermandad del Silencio en la actualidad. Varones con edad superior a dieciocho años, esperan impacientes la llegada de Jueves Santo, y a las once en punto de la noche, con la única luz de la luna de Nisán, vistiendo hábito negro, cíngulo, cruz insignia pectoral y portando farol con mortecina luz, se preparan junto a nuestro Sr. Obispo, diocesano, para realizar el acto más solemne de esta Hermandad en que recorreremos calles y plazas, dando culto a Jesús crucificado.
Con el paso de los años unos estatutos concebidos para avivar la piedad y el sentido penitencial de los fieles, han dado paso a otros, donde se subraya la solidaridad con los marginados del entorno social, para que esa fraternidad que debe caracterizar a los hermanos del Silencio, sobrepase los límites propios y alcance a todos cuantos demandan amor y precisan ayuda.
Mucho ha cambiado el mundo en estas setenta primaveras. También los hombres hemos cambiado, pero Dios, el Cristo del Consuelo, sigue siendo el mismo.

## Imágenes

### Cristo del Consuelo
Nos encontramos ante un Cristo muerto, ya que su costado ha sido atravesado por la lanza pero, en cambio, su cuerpo no responde a este estado, pues sus brazos siguen paralelos al travesaño de la cruz sin descolgarse, los músculos están tensos y las manos se encuentran abiertas y distendidas. Este Cristo está crucificado sobre una cruz cepillada, con cuatro clavos, y a los pies el “sedile”. Sobre su cabeza, aparece una cartela con la causa de su condena, conteniendo una inscripción completa de forma trilingüe (latín, griego y hebreo).
La corona de espinas es de plata, aunque originariamente su cabeza , en lugar de corona llevaba “potencias”. El paño de pureza está realizado en un tono gris y remetido entre sus piernas de una forma muy complicada. Éste pende de uno de los extremos de la cadera derecha, quedando muy rígido y sin naturalidad.
Es una imagen realizada para ser observada de frente, pues tanto el “perizonium” como la espalda no están trabajados; así se observa que en esta última no aparecen muestras de su flagelación. Sus manos son dos bloques, apenas esbozadas, si las comparamos con el virtuosismo y detalle de los pies.
El pecho de Cristo produce la impresión de que aún contiene aire, y su vientre no está relajado, aunque su cabeza esté caída sobre su pecho. Presenta un cuerpo muy trabajado con una anatomía de atleta, que junto con las facciones y expresividad de su rostro es lo más destacable. La muerte se hace palpable en los ojos, mejillas y labios amoratados que, junto con esa boca entreabierta y el fruncimiento de las cejas, dan a la talla una gran carga dramática. Cristo devocional que, además, es procesionado –sobre trono de madera de ciprés, decorado con escenas de pasión sin policromar, del escultor y tallista oriolano Juan Balaguer Alcaraz- en la noche de Jueves Santo por la Hermandad del Silencio, fundada en 1939.

## Procesión

### Itinerario y Horario
Procesión de Jueves Santo
Parroquia de Santiago Apóstol (23,00h.) - C/. Hospital - C/. Marqués de Arneva - C/. Santa Justa - C/. López Pozas - C/. Mayor de Ramón y Cajal (23,30h.) - Pl. Teniente Linares - C/. Soleres - C/. Santa Lucía - Paseo de Calvo Sotelo (00,00h.) - C/. Ballesteros Villanueva - C/. Alfonso XIII - C/. Loazes (00,30h.) - C/. Calderón de la Barca - C/. San Pascual - Pl. Nueva - Pl. Cubero - C/. López Pozas - C/. Santa Justa - C/. Marqués de Arneva - C/. Francisco Díe - Parroquia de Santiago Apóstol (01,00h.).

### Orden de Procesión
Jueves Santo
- Bocina
- Cruz de la Hermandad
- Hermanos con faroles, cruces y tambores
- Bandera de la Hermandad
- Hermanos con faroles, cruces y tambores
- Cristo del Consuelo (1795) de José Puchol sobre trono de Juan Balaguer
- Nuevos hermanos que han tomado los hábitos ese año.
- Obispado
- Alumbrantes

## Música
La Música de la Hermandad es esta:
- Canto de la Pasión (Anónimo)